# Bembrops anatirostris
Bembrops anatirostris és una espècie de peix de la família dels percòfids i de l'ordre dels perciformes.

## Etimologia
Bembrops prové dels mots grecs bembras, -ados (una mena d'anxova) i ops (aparença), mentre que anatirostris deriva de les paraules llatines anatinus (ànec) i rostrum (bec d'ocell) en referència al seu musell aplanat en forma de bec d'ànec.

## Descripció
Fa 35 cm de llargària màxima, té el cos i gran part del cap coberts d'escates ctenoides i presenta un color bronze al dors, de bronze groguenc clar a blanc al ventre i 10 taques de color marró fosc als flancs. Cap espina i 17-18 radis tous a l'aleta anal. 23-26 radis a les aletes pectorals. La primera aleta dorsal té 6 espines esveltes (la segona en forma de filament en els mascles madurs) i la segona 14-15 radis. Aleta caudal truncada. Ulls grans. Mandíbula inferior més allargada que la superior. Les dents de les mandíbules, del vòmer i dels palatins són vil·liformes. 7 radis branquiòstegs. 60-68 escates a la línia lateral, la qual davalla a la zona ventral i assoleix el seu punt més baix al nivell de la base de les aletes pectorals.

## Alimentació
El seu nivell tròfic és de 3,71.

## Hàbitat i distribució geogràfica
És un peix marí i batidemersal (entre 100 i 400 m de fondària), el qual viu a l'Atlàntic occidental: els Estats Units, Cuba, Puerto Rico, Jamaica, Nicaragua, Trinitat i Tobago, Veneçuela, Guyana, Surinam i la Guaiana Francesa.

## Observacions
És inofensiu per als humans.